# 硫化钠
硫化钠是一种无机盐，化学式为Na2S，通常以九水合物Na2S·9H2O的形式存在。无水物和九水合物都是无色可溶的固体，在水溶液中水解呈强碱性。露置在空气中时，硫化钠会放出有臭鸡蛋气味的剧毒硫化氢气体。

## 性质
Na2S有反萤石结构，Na+取代了CaF2中F−的位置，S2−则取代了Ca2+的位置。在溶液中S2−会强烈水解，分别生成HS−和H2S，而使溶液呈强碱性：
S2− + H2O → HS− + OH−
HS− + H2O ⇌ H2S + OH−
硫化钠能溶解硫生成多硫化钠(Na2Sx)。

## 生产
工业上由焦炭(高温转炉、1373K)还原Na2SO4来制备Na2S。
Na2SO4 + 4C → Na2S + 4CO
也可通过氢气(沸腾炉、1373K)还原Na2SO4来制备Na2S。
Na2SO4 + 4H2 → Na2S + 4H2O
实验室中可由钠和硫在氨中或萘的存在下于四氢呋喃中反应来制备无水硫化钠。
2Na + S → Na2S
也可通过将硫化氢通入过量氢氧化钠溶液来制备Na2S溶液。
H2S + 2NaOH → Na2S + 2H2O

## 安全
Na2S及其水合物有毒，使用时需注意。其水溶液呈强碱性，会腐蚀皮肤，且会与酸迅速反应放出剧毒硫化氢气体。
离子方程式:
S2- +2H+ =H2S↑